# المعهد الأمريكي للفنون التخطيطية
المعهد الأمريكي لفنون الجرافيك American Institute of Graphic Arts ( AIGA ) هو منظمة مهنية للتصميم. يمارس أعضاؤها جميع أشكال تصميم الاتصالات، بما في ذلك التصميم الجرافيكي والطباعة وتصميم التفاعل وتجربة المستخدم والعلامة التجارية والهوية. تهدف المنظمة إلى أن تكون الحامل القياسي للأخلاقيات والممارسات المهنية لمهنة التصميم. يوجد حاليًا أكثر من 25000 عضو و 72 فضلاً عن أكثر من 200 مجموعة طلابية حول الولايات المتحدة. في عام 2005، غيرت AIGA اسمها إلى "AIGA، الجمعية المهنية للتصميم"، وأسقطت "المعهد الأمريكي لفنون الجرافيك" للترحيب بجميع تخصصات التصميم. تهدف AIGA إلى زيادة تخصصات التصميم كمهن، فضلاً عن الأصول الثقافية. بشكل عام، تقدم AIGA فرصًا في مقابل الأفكار الجديدة الإبداعية، والبحث العلمي، والتحليل النقدي، والتقدم التعليمي.

## تاريخ
اجتمع كل فريدريك جودي [الإنجليزية] وألفريد ستيغليتز و وليام أديسون دويجينز [الإنجليزية] في عام 1911، لمناقشة إنشاء منظمة ملتزمة بالأفراد المتحمسين لتصميم الاتصالات. في عام 1913، أعلن رئيس نادى الفنون القومى [الإنجليزية] ، جون ج. أجار (محامي) [الإنجليزية]، عن تشكيل المعهد الأمريكي لفنون الجرافيك خلال المعرض السنوي الثامن لـ "كتب العام". كان للنادي الوطني للفنون دور أساسي في تشكيل AIGA من حيث أنهم ساعدوا في تشكيل اللجنة للتخطيط لتنظيم المنظمة. ضمت اللجنة المشكلة تشارلز ديكاي [الإنجليزية] وويليام ب. هولاند وشكلت رسميًا المعهد الأمريكي لفنون الجرافيك في عام 1914. انتخب Howland، ناشر ومحرر The Outlook، رئيسًا. كان هدف المجموعة هو تعزيز التميز في مهنة التصميم الجرافيكي من خلال شبكتها من الفروع المحلية في جميع أنحاء البلاد.
بدأت AIGA في عام 1920، بمنح قائمة الحائزين على ميداليات AIGA [الإنجليزية] "للأفراد الذين وضعوا معايير التميز على مدى عمر العمل أو قدموا مساهمات فردية للابتكار في إطار ممارسة التصميم". كرم الفائزين في تصميمهم أو تدريسهم أو كتابتهم أو قيادتهم للمهنة ويمكنهم تكريم الأفراد بعد وفاتهم.
شكل فرع نيويورك في عام 1982 وبدأت المنظمة في إنشاء فصول محلية لإضفاء اللامركزية على القيادة. ممثل من واشنطن العاصمة، محامٍ ومحامي فنون، جيمس لورين سيلفربرغ، إسق.، واشنطن العاصمة، فرع AIGA، نظمت باعتباره المعهد الأمريكي لفنون الجرافيك، إنكوربوريتد، واشنطن العاصمة، في 6 سبتمبر 1984

## مشروع علامة الرمز
نتجت AIGA، بالتعاون مع وزارة النقل الأمريكية، 50 رمزًا قياسيًا لاستخدامها على اللافتات "في المطارات ومراكز النقل الأخرى وفي الأحداث الدولية الكبيرة". نشرت أول 34 رمزًا في عام 1974، وحصلت على Presidential Design Award [الإنجليزية]. اضيفت التصاميم الـ 16 المتبقية في عام 1979.

## مسابقات سنوية
مغلفة
استبدلت AIGA في عام 2012، جميع مسابقاتها بمسابقة واحدة تسمى "Cased"  (كانت تُسمى سابقًا "Justified"  ). الهدف المعلن للمسابقة هو إظهار "النجاح الجماعي وتأثير مهنة التصميم من خلال الاحتفال بأفضل تصميم معاصر من خلال دراسات الحالة".
50 كتابًا / 50 غلافًا
رعت AIGA بين عامي 1941 و 2011 مسابقة لجنة تحكيم لأفضل 50 كتابًا نشرت في العام السابق بعنوان "50 كتابًا / 50 غلافًا". شمل المحلفون بائعي الكتب وناشري الكتب والمصممين مثل جورج سالتر.
أعلنت AIGA في 17 فبراير 2012، أنها ستتوقف عن تنظيم المسابقة وأن المسابقات المستقبلية سيتم تنظيمها بواسطة Design Observer. انتقدت هذه الخطوة.
365
كانت 365 مسابقة تصميم سنوية لجميع تصميمات الجرافيك بخلاف تصميم الكتب. نظمت آخر مسابقة أصلية "365" في عام 2011، وبعد ذلك استبدلت بمسابقة "Cased". ابتداءً من عام 2022، أعادت AIGA تقديم 365: عام AIGA في التصميم.

## المؤتمرات
نظمت AIGA مؤتمرين، مؤتمر AIGA للتصميم و GAIN: مؤتمر AIGA للتصميم والأعمال. عُقد كلا المؤتمرين مرة كل سنتين وعقد الاثنان بالتناوب. بدءًا من عام 2016، سيعقد مؤتمر AIGA للتصميم سنويًا مع انعقاد مؤتمر 2016 في لاس فيغاس.

## مؤتمر AIGA للتصميم
عُقد مؤتمر AIGA للتصميم الأول في بوسطن، ماساتشوستس في عام 1985.
تشمل مؤتمرات تصميم AIGA السابقة ما يلي:
- 2022 - سياتل وفيرتشوال
- 2021 - افتراضية
- 2020 - افتراضي (في الأصل بيتسبرغ)
- 2019 - باسادينا
- 2017 - مينيابوليس
- 2016 - لاس فيغاس
- 2015 - نيو اورليانز
- 2014 - مدينة نيويورك
- 2013 - مينيابوليس
- 2011 - فينيكس
- 2009 - ممفيس
- 2007 - دنفر
- 2005- بوسطن
- 2003 - فانكوفر
- 2001 - واشنطن
- 1999 - لاس فيغاس
- 1997 - نيو اورليانز
- 1995- سياتل
- 1993 - ميامي
- 1991- شيكاغو
- 1989 - سان انطونيو
- 1987 - سان فرانسيسكو
- مواليد 1985 بوسطن

منذ عام 2016، استضاف رومان مارس المؤتمرات.

## أعضاء مجلس الإدارة الوطني
اعتبارًا من عام 2022، يتكون المجلس الوطني من
- مانوهويا بارشام (رئيسا)
- فرانسيس يلانا (سكرتير)
- شيرا بيل (رئيس مجلس الرئيس)
- شهرزاد فليمينغ
- أوين هاموندز
- أشعيا شتاينفيلد
- Xouchee موا
- ايلين برادو
- آنا تومسن
- ماريبيث كراديل ويتزل
- سيزار ريفيرا
- إليز روي
- آرت تايلور
- فيكتور دافيلا

## الانتماءات
كانت AIGA بين عامي 2005 و 2009، لفترة وجيزة عضوًا في Icograda (تسمى الآن Ico-D ). في عام 2010 انسحبت من المنظمة الدولية بحجة أسباب مالية.

## العضوية الدولية
فتحت AIGA عضوية خارج الفروع المحلية في عام 2014، مما أفاد المهنيين المبدعين الذين يعيشون ويعملون خارج الولايات المتحدة.

## المنشورات
المجلات
بدأت AIGA في عام 1947، في نشر مجلة AIGA للتصميم الجرافيكي (ISSN 0736-5322)، والتي غييرت اسمها في عام 2000 إلى Trace: AIGA Journal of Design (ISSN 1471-3497). توقفت المجلة عن الصدور عام 2003.
نشرت بين عامي 2000 و 2003 AIGA Loop: AIGA Journal of Interaction Design Education، وهي مجلة بحثية "تفاعلية قائمة على الويب" حول التفاعل وتصميم الواجهة المرئية برعاية مشتركة من مركز دراسات التصميم التابع لجامعة فرجينيا كومنولث.
بين عامي 2004 و 2011 نشرت AIGA صوتًا: مجلة AIGA للتصميم، "منشور على الإنترنت لمناقشة مسائل التصميم" أدرجت ستيفن هيلر كمحرر لها. على الرغم من ذكر المجلة في "ما تفعله AIGA ولماذا" واُستشهد بها في البحث العلمي،  بعد تجديد AIGA لموقعها على الويب في مايو 2011 إدرجت ضمن موقع AIGA الرئيسي و لم يعد له وجود ككيان متميز.
كتب
جزء من استراتيجيتها "لنشر التفكير النقدي حول التصميم والتصميم" ، تقوم AIGA أيضًا "بنشر مشترك لأعمال مختارة لقادة الفكر في التصميم" تحت شعار "AIGA Design Press". تشمل العناوين المنشورة
- العلامة التجارية المفتوحة: عندما يأتي الدفع ليسحب في عالم من صنع الويب (كيلي موني ونيتا رولينز ، 2008)
- الأسس الرقمية: مقدمة عن تصميم الوسائط باستخدام Adobe Creative Suite (Xtine Burrough and Presidentialمايكل مانديبيرج [الإنجليزية]، 2008) ، والتي تم إصدرت بموجب ترخيص المشاع الإبداعي[35]
- التصميم من أجل التفاعل: إنشاء تطبيقات ذكية وأجهزة ذكية (Dan Saffer ، 2006)
- التصميم بمعايير الويب ( جيفري زيلدمان [الإنجليزية]، 2006)
- من الداخل / الخارج: من الأساسيات إلى ممارسة التصميم ( مالكولم جرير [الإنجليزية]، 2006)
- ZAG: الإستراتيجية الأولى للعلامات التجارية عالية الأداء ( مارتي نيومير [الإنجليزية]، 2006)
- افعل الخير: كيف يمكن للتصميم أن يغير العالم (ديفيد ب. بيرمان، 2008)
- الكتابة للمفكرين البصريين: دليل للفنانين والمصممين (أندريا ماركس، 2011)

نشرت AIGA أيضًا ممارسات AIGA المهنية المحدثة دوريًا في التصميم الجرافيكي بما في ذلك الترجمة إلى اللغة الصينية المبسطة.
أنشطة النشر الأخرى
أنشأ مدير التحرير في AIGA Perrin Drumm في عام 2014في عام 2014موقع Eye on Design مصدر بارز لمصممي الجرافيك الجدد والناشئين. تأسست Eye on Design في البداية كمدونة على الإنترنت، ونمت لتصبح منصة وسائط متعددة تضم مجلة مطبوعة كل ثلاث سنوات، ومؤتمر، وسلسلة أحداث، ورسالة إخبارية أسبوعية، وتنشيط وسائل التواصل الاجتماعي بالإضافة إلى مبادرات الدعوة المنتظمة لحقوق المصممين حول المساواة والشمول. من خلال تقاريرها الغالبية عبر الإنترنت، تكرس Eye on Design جهودها "لتغطية أكثر المصممين إثارة في العالم - والقضايا التي يهتمون بها."

## أنظر أيضا
- قائمة الحائزين على ميداليات قائمة الحائزين على ميداليات AIGA [الإنجليزية]

## روابط خارجية
- الموقع الرسمي